# Kap Verdes fotbollsförbund
Kap Verdes fotbollsförbund, officiellt Federação Caboverdiana de Futebol, är ett specialidrottsförbund som organiserar fotbollen i Kap Verde.
Förbundet grundades 1982 och gick med i Caf 2000. De anslöt sig till Fifa år 1986.